# Red Bull Bragantino
Az Clube Atlético Bragantino, röviden Bragantino, egy brazil labdarúgócsapat. Az egyesületet 1928. január 8-án hozták létre Bragança Paulista városában. A Paulista bajnokságban, és a Série A-ban szerepel.

## Története
Az egyesület története megegyezik a Chedid család történetével. A Bragantino első elnöke Hafiz Chedid, akinek örökébe léptek fiai Jesus és Nabi. A klub jelenlegi elnöke Marco Antônio Abi Chedid (Nabi fia és Hafiz unokája).
1989-ben először feljutottak a Série A küzdelmeibe, és egészen 1998-ig a legjobbak között szerepeltek. A csapat legsikeresebb időszakát 1991-ben élte meg, amikor a bajnoki döntőig jutottak, de a São Paulo útjukat állta. A bajnokság második helyének köszönhetően, jogot szereztek az 1992-es CONMEBOL-kupában való indulásra. 1993-ban és 1996-ban szintén résztvevői voltak a CONMEBOL-kupa sorozatnak, majd 1998-ban kiestek az első osztályból.
A 2002-es Série B-ben nyújtott gyenge szereplés végett búcsúztak a másodosztálytól és egészen 2007-ig a Série C tagjai voltak. 2008 óta újra a második vonal küzdelmeiben vesznek részt.

## Sikerlista

### Állami
- 1-szeres Paulista bajnok: 1990